# 懷卡吉爾 (紐約州)
懷卡吉爾（英語：Wykagyl）是位於美國紐約州西徹斯特縣的非建制地區。

## 歷史
懷卡吉爾的郵局自1961年營運至今。

## 地理
懷卡吉爾所處的海拔為高於海平面37米（即121英呎），而該地所採用的時區為UTC-5，即北美东部时区（EST）。同時該地設有夏令時間，為UTC-5調快一小時，即UTC-4（EDT）。